# Zakaria Abdulla
Zakaria Abdulla (kurdiska: Zekerîya) är en kurdisk popstjärna som kommer från Hewlêr i Irakiska Kurdistan. Han bodde även i Sverige under en period, det var mellan åren 1993-2004 då han flyttade tillbaka till Kurdistan.

## Diskografi

### Album
- 1998 – To Hatî (Du Kom
- 1999 – Bigerêwe (Kom Tillbaka)
- 2001 – Daye (Mamma)
- 2002 – Rojgar (Dagar)
- 2004 – Têlînaz (Vacker)
- 2007 – Gencî Pîr (Gammal Ungdom)
- 2010 – Lapperey Spî (Vit Sida)